# Laubsänger
Die Laubsänger (Phylloscopus) sind eine Gattung kleiner, schlanker Singvögel, die seit 2006 zur neu aufgestellten Familie der Laubsängerartigen (Phylloscopidae) zählen. Ursprünglich galten sie als der Vertreter der Grasmückenartigen (Sylviidae). Die Anzahl der Arten variiert in den Experten-Checklisten. Der International Ornithological Congress listet 80 Arten und die HBW and BirdLife International Illustrated Checklist, die als Vorlage für die IUCN-Klassifizierung gilt, listet 78 Arten. Im Jahr 2018 wurde eine neue Art von der Insel Roti und im Jahr 2020 wurden zwei neue Arten von den indonesischen Inseln Peleng und Taliabu beschrieben, die jedoch 2021 als Unterarten des Insellaubsängers klassifiziert wurden.

## Beschreibung
Laubsänger sind klein und schlank; verglichen mit Grasmücken (Sylvia) sind sie proportional etwas kurzschwänziger und langbeiniger. Der Schnabel ist schmal. Die Arten sind insgesamt sehr unauffällig und kontrastarm gefärbt; viele Arten ähneln sich sehr. Das Gefieder ist überwiegend gelb, grün oder braun, die Unterseite ist meist deutlich aufgehellt. Einige asiatische Arten zeigen helle Flügelbänder, weiße Außenfedern des Schwanzes sowie einen hellen Überaugenstreif und einen hellen Bürzel. Gemeinsames Merkmal aller Arten ist außerdem ein fehlender Geschlechtsdimorphismus hinsichtlich der Färbung, auch die Jugendkleider unterscheiden sich nicht von den Adultkleidern. Der Schwanz umfasst 12 Steuerfedern und ist am Ende meist gerade.

## Verbreitung und Lebensraum

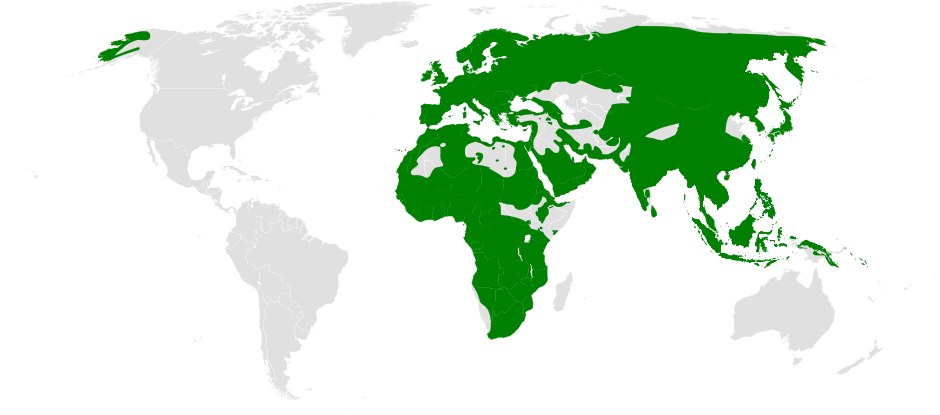
Weltweite Verbreitung der Laubsänger

Die Gattung ist in Europa, Asien und Afrika verbreitet; nur eine Art, der Wanderlaubsänger (P. borealis) erreicht mit Alaska auch Amerika. Die meisten Arten leben in Ostasien. Fast alle Arten bewohnen Laub- und Nadelwälder, in Asien besiedeln einige Arten auch Gebüsche oberhalb der Baumgrenze.

## Fortpflanzung
Das Nest wird auf dem Boden, dicht über dem Boden oder in mittlerer Höhe auf Bäumen angelegt. Die Nester sind geschlossen und haben einen seitlichen Eingang. Die Eier sind reinweiß oder auf weißen Grund schwach braun oder rötlich gefleckt.

## Innere Systematik

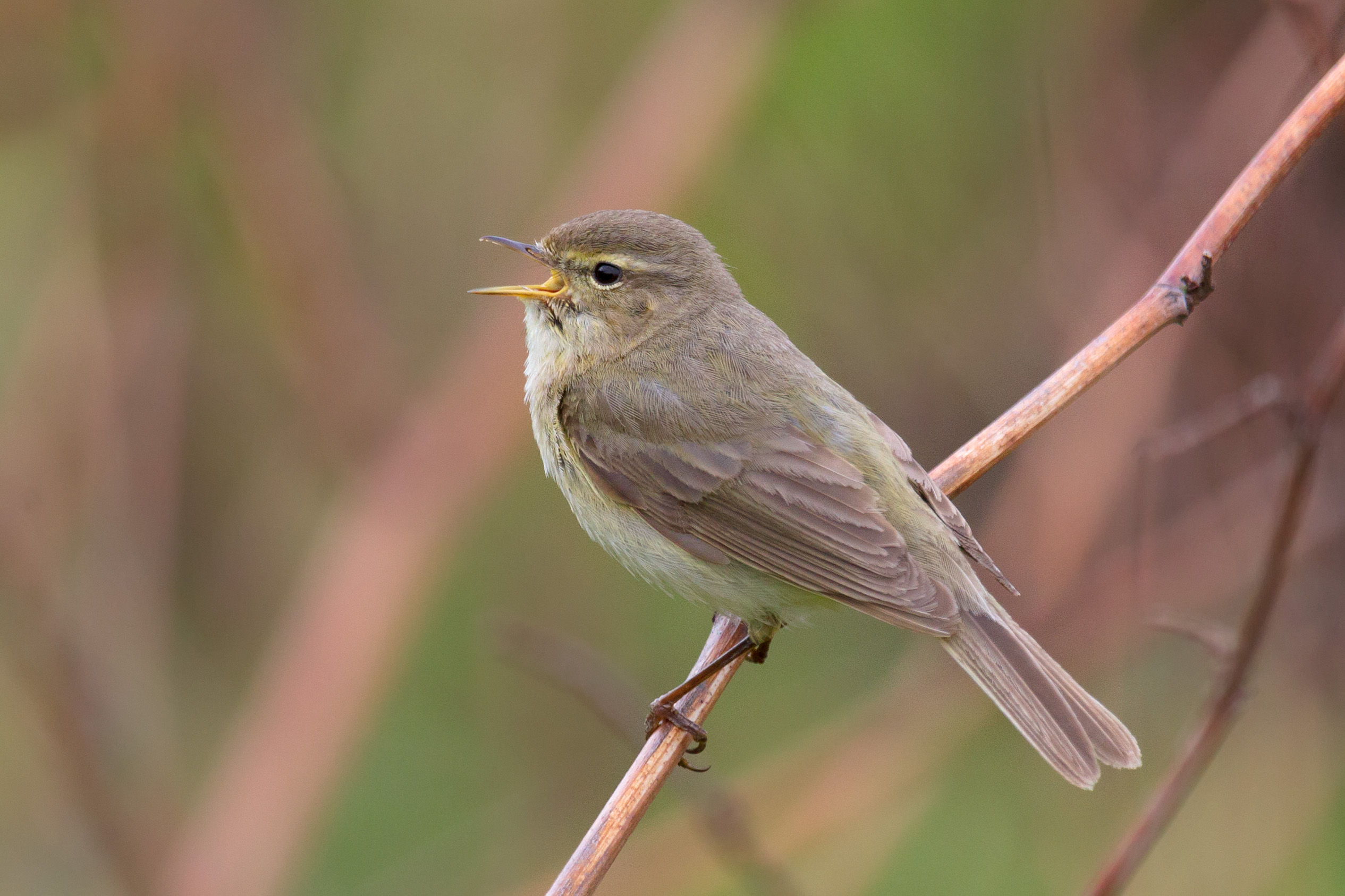
Zilpzalp (Phylloscopus collybita)

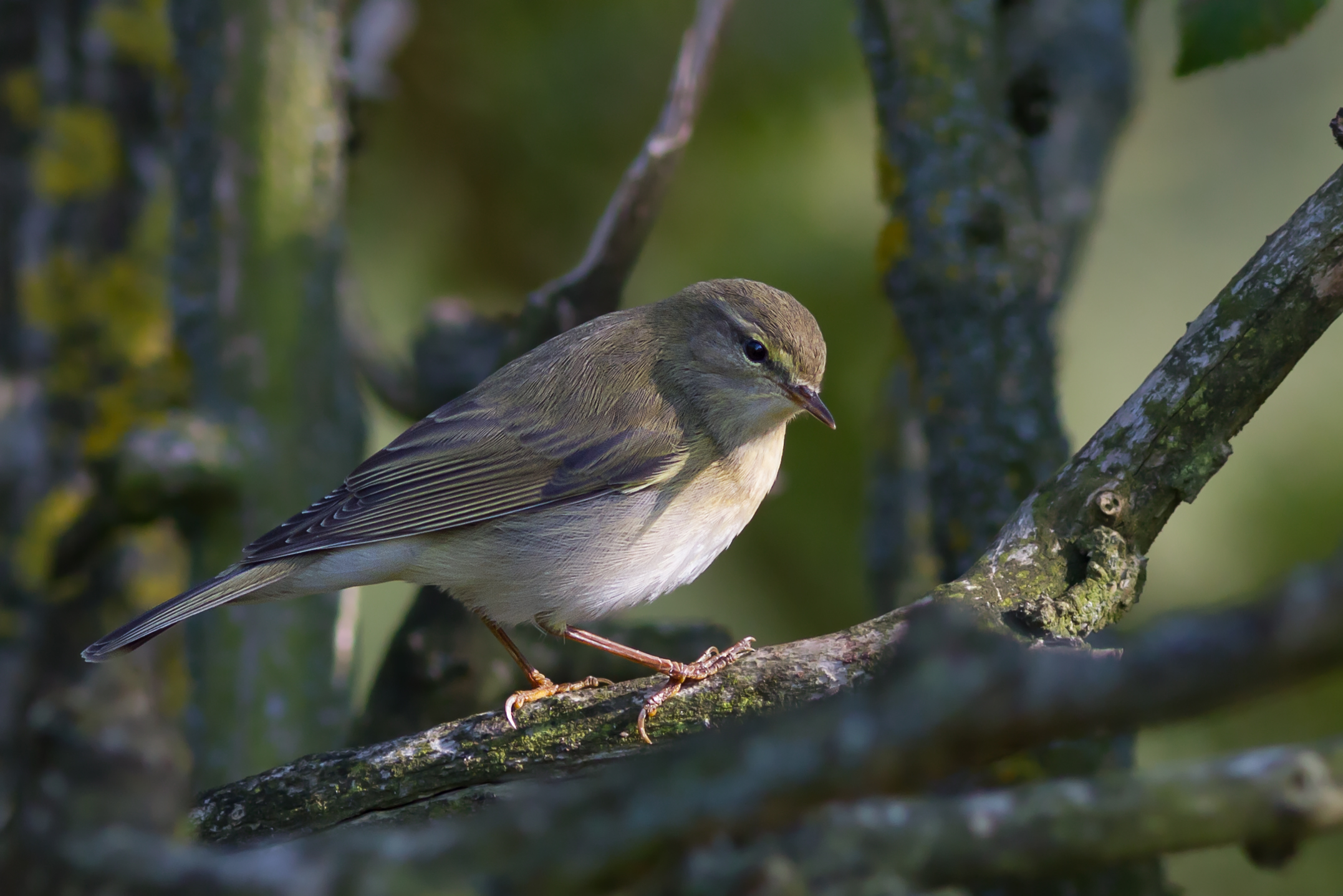
Berglaubsänger (Phylloscopus bonelli)

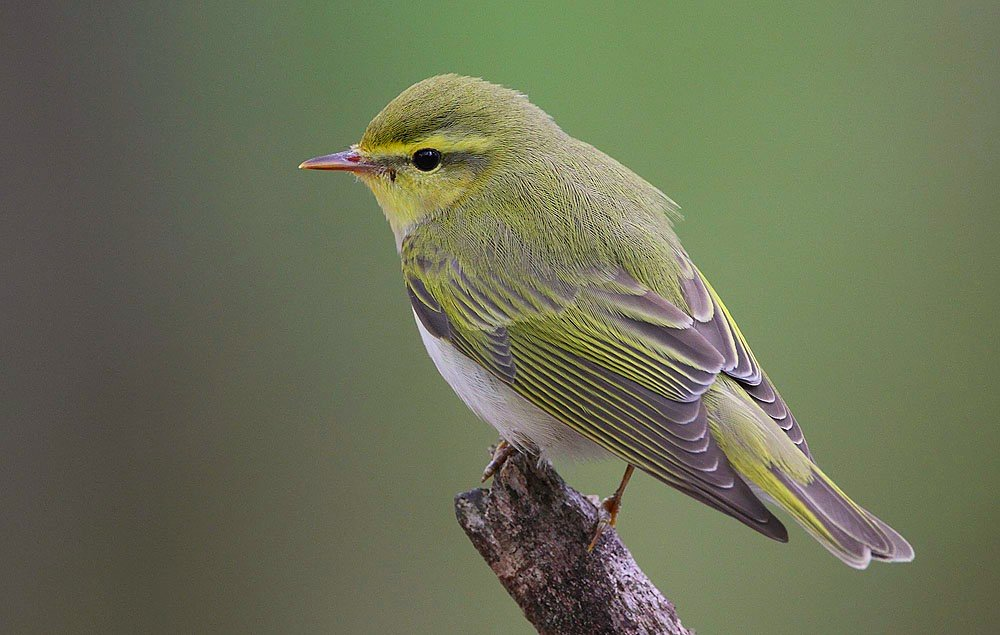
Waldlaubsänger (Phylloscopus sibilatrix)

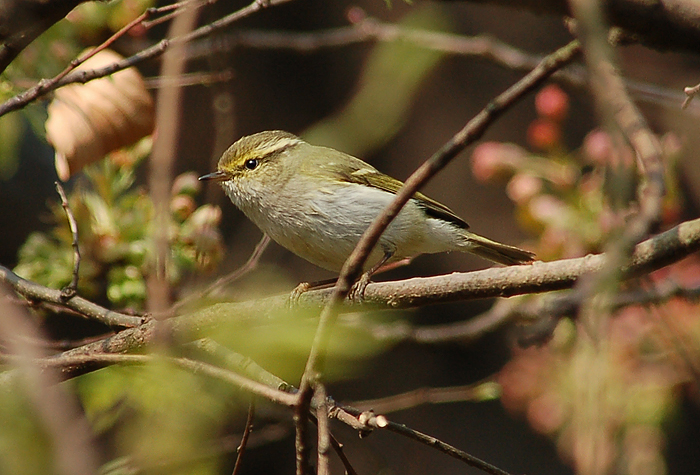
Goldhähnchen-Laubsänger (Phylloscopus proregulus)

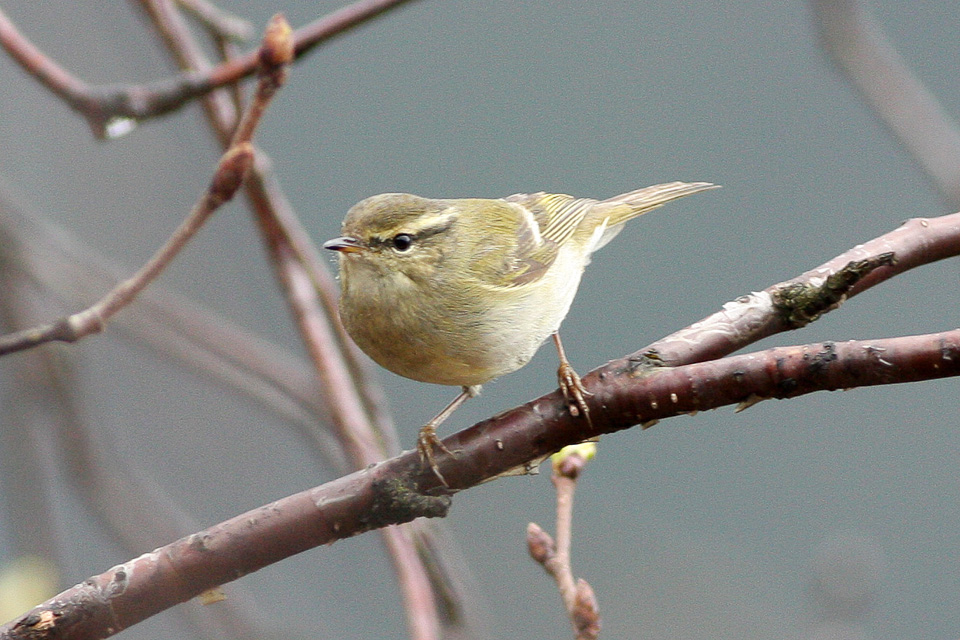
Tienschan-Laubsänger (Phylloscopus humei)

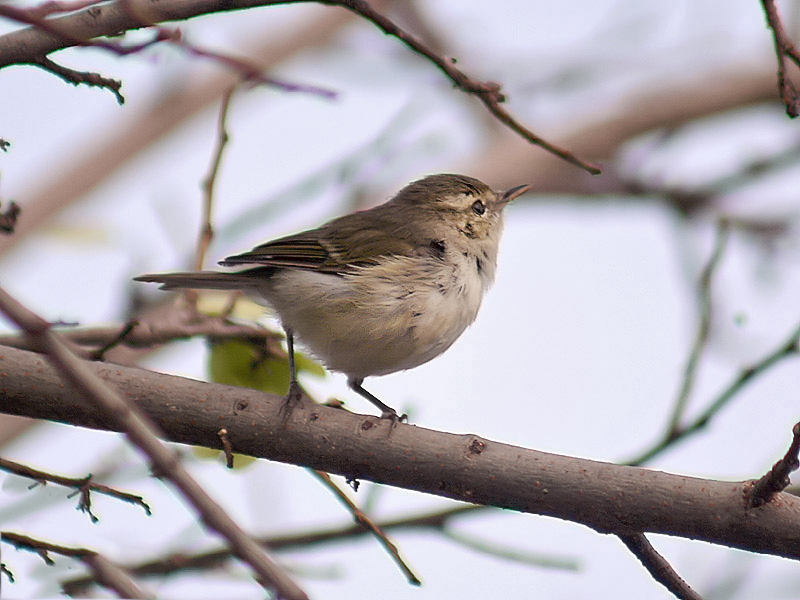
Grünlaubsänger (Phylloscopus trochiloides)

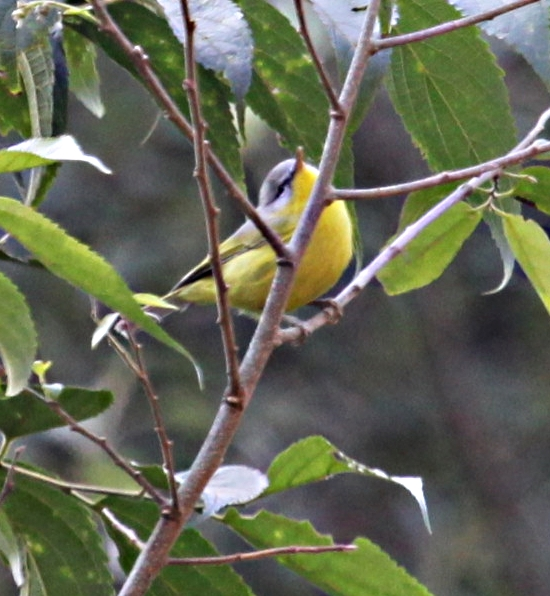
Graukopf-Laubsänger (Phylloscopus xanthoschistos)

- Rotscheitel-Laubsänger (Phylloscopus ruficapilla)
- Boultonlaubsänger (Phylloscopus laurae)
- Braunwangen-Laubsänger (Phylloscopus laetus)
- Schwarzscheitel-Laubsänger (Phylloscopus herberti)
- Budongolaubsänger (Phylloscopus budongoensis)
- Umbralaubsänger (Phylloscopus umbrovirens)
- Fitis (Phylloscopus trochilus)
- Zilpzalp (Phylloscopus collybita)
- Iberienzilpzalp (Phylloscopus ibericus)
- Kanarenzilpzalp (Phylloscopus canariensis)
- Bergzilpzalp (Phylloscopus sindianus)
- Eichenlaubsänger (Phylloscopus neglectus)
- Berglaubsänger (Phylloscopus bonelli)
- Balkanlaubsänger (Phylloscopus orientalis)
- Waldlaubsänger (Phylloscopus sibilatrix)
- Dunkellaubsänger (Phylloscopus fuscatus)
- Rußlaubsänger (Phylloscopus fuligiventer)
- Himalajalaubsänger (Phylloscopus affinis)
- Westchina-Laubsänger (Phylloscopus occisinensis)
- Blasskehl-Laubsänger (Phylloscopus subaffinis)
- Pamirlaubsänger (Phylloscopus griseolus)
- Davidlaubsänger (Phylloscopus armandii)
- Bartlaubsänger (Phylloscopus schwarzi)
- Goldbinden-Laubsänger (Phylloscopus pulcher)
- Graukehl-Laubsänger (Phylloscopus maculipennis)
- Kansulaubsänger (Phylloscopus kansuensis)
- Yunnanlaubsänger (Phylloscopus yunnanensis)
- Goldhähnchen-Laubsänger (Phylloscopus proregulus)
- Gelbbürzel-Laubsänger (Phylloscopus chloronotus)
- Brookslaubsänger (Phylloscopus subviridis)
- Gelbbrauen-Laubsänger (Phylloscopus inornatus)
- Tienschan-Laubsänger (Phylloscopus humei)
- Wanderlaubsänger (Phylloscopus borealis)
- Kamtschatkalaubsänger (Phylloscopus examinandus)
- Japanlaubsänger (Phylloscopus xanthodryas)
- Wacholderlaubsänger (Phylloscopus nitidus)
- Grünlaubsänger (Phylloscopus trochiloides)
- Middendorff-Laubsänger (Phylloscopus plumbeitarsus)
- Ussurilaubsänger (Phylloscopus tenellipes)
- Portenkolaubsänger (Phylloscopus borealoides)
- Schluchtenlaubsänger (Phylloscopus magnirostris)
- Dünnschnabel-Laubsänger (Phylloscopus tytleri)
- Dachskopf-Laubsänger (Phylloscopus occipitalis)
- Kronenlaubsänger (Phylloscopus coronatus)
- Ijimalaubsänger (Phylloscopus ijimae)
- Streifenkopf-Laubsänger (Phylloscopus reguloides)
- Claudialaubsänger (Phylloscopus claudiae)
- Hartertlaubsänger (Phylloscopus goodsoni)
- Emeilaubsänger (Phylloscopus emeiensis)
- Weißschwanz-Laubsänger (Phylloscopus davisoni)
- Ogilvielaubsänger (Phylloscopus ogilviegranti)
- Hainanlaubsänger (Phylloscopus hainanus)
- Sichuanlaubsänger (Phylloscopus forresti)
- Gelbbrust-Laubsänger (Phylloscopus cantator)
- Karstlaubsänger (Phylloscopus calciatilis)
- Goldscheitel-Laubsänger (Phylloscopus ricketti)
- Philippinenlaubsänger (Phylloscopus olivaceus)
- Duboislaubsänger (Phylloscopus cebuensis)
- Südsee-Laubsänger (Phylloscopus trivirgatus)
- Celebeslaubsänger (Phylloscopus sarasinorum)
- Timorlaubsänger (Phylloscopus presbytes)
- Papualaubsänger (Phylloscopus maforensis)
- San-Cristobal-Laubsänger (Phylloscopus makirensis)
- Kulambangralaubsänger (Phylloscopus amoenus)
- Graukopf-Laubsänger (Phylloscopus xanthoschistos)
- Rotilaubsänger (Phylloscopus rotiensis)
- Insellaubsänger (Phylloscopus poliocephalus)
  - Taliabulaubsänger (Phylloscopus poliocephalus emilsalimi)
  - Pelenglaubsänger (Phylloscopus poliocephalus suaramerdu)